# Herrenwies (Wiggensbach)
Herrenwies (früher Hertwies) ist ein Gemeindeteil des Marktes Wiggensbach im Landkreis Oberallgäu, Bayern. Der Einödhof hatte 1987 8 Einwohner und liegt auf 796 m ü. NHN.
In einer Häuserstatistik um 1800 ist das Anwesen als Ölmühl-Gut mit einer Fläche von 74,65 Tagewerk (25,44 Hektar) gelistet. Die Ölmühle, nach 1730 entstanden und schon lange nicht mehr existent, lag an einem Bach bzw. künstlichen Kanal, einem Teil der frühen Fernwasserversorgung in Kempten, der damals hier vorbeiführte und im Osten nach gut 300 Metern in den Herrenwieser Weiher mündete, der bereits zur Stadt Kempten (Allgäu) gehört. Der Hof ist namensgebend für diesen Weiher.